# جان ورنن
جان ورنن (انگلیسی: John Vernon؛ ۲۴ فوریهٔ ۱۹۳۲ – ۱ فوریهٔ ۲۰۰۵) هنرپیشه ارمنی‌تبار اهل کانادا بود.

## برگزیده فیلمشناسی
- توپاز (۱۹۶۹)
- هری کثیف (۱۹۷۱)
- یک میلیون جرینگی (۱۹۷۲)
- آسیاب بادی سیاه (۱۹۷۴)
- فیلم دلپذیر (۱۹۷۴)
- جوسی ولز یاغی (۱۹۷۵)
- یک روز بخصوص (۱۹۷۷)
- امر غریب (۱۹۷۷)
- آنجلا (۱۹۷۸)
- خانه حیوانات (۱۹۷۸)
- پرده (۱۹۸۳)
- خون دیگران (۱۹۸۴)
- اسلج همر! (۱۹۸۶)
- بداندیش (۱۹۹۵)
- خواهری پسران (۲۰۰۲)